# Tooth Rock
Der Tooth Rock (englisch für Zahnfelsen, spanisch Roca Cuis ‚Meerschweinchenfelsen‘) ist ein 85 m hoher Klippenfelsen im Archipel der Südlichen Shetlandinseln. Er ist der größte einer Gruppe von Felsen südlich des Kap Conway von Snow Island.
Die deskriptive Benennung nahm die Besatzung des britischen Forschungsschiffs RRS John Biscoe bei Vermessungen zwischen 1951 und 1952 vor.